# Jošanička Banja
Jošanička Banja (en serbe cyrillique : Јошаничка Бања) est une ville de Serbie située dans la municipalité de Raška, district de Raška. Au recensement de 2011, elle comptait 1 096 habitants.

## Géographie
La ville de Jošanička Banja est située dans la partie de la vallée de l'Ibar appelée Dolina banja (en serbe Долина бања), la « Vallée des bains ». Cette vallée doit son surnom aux stations thermales qui s'y trouvent. Outre Jošanička Banja, on peut citer Mataruška Banja et Bogutovačka Banja. Située sur les pentes des monts Kopaonik, la ville est un point de départ pour des excursions dans le parc naturel qui y a été créé. On peut aussi visiter, non loin d'elle, les monastères de Studenica, de Sopoćani et de Đurđevi Stupovi, ainsi que la ville médiévale de Stari Ras. Tous ces sites, riches en culture et en histoire, sont inscrits sur la liste du patrimoine mondial de l'UNESCO.

## Démographie

### Évolution historique de la population
| 1948  | 1953  | 1961  | 1971  | 1981  | 1991  | 2002  | 2011  |
| ----- | ----- | ----- | ----- | ----- | ----- | ----- | ----- |
| 1 175 | 1 342 | 1 332 | 1 391 | 1 366 | 1 296 | 1 154 | 1 096 |

|  |

## Thermalisme
Les eaux de Jošanička Banja ont une température de 36 à 77 °C. Elles sont riches en sodium, potassium, calcium, magnésium, sulfate et fluor.